# 消色差透镜组
消色差透镜组是能基本上消除色像差的透镜组，一般由两块光学性质不同的玻璃或其他材料制成的透镜组合而成。例如，一块由折射率较小而色散能力较大的冕牌玻璃磨制而成的凸透镜，另一块是由折射率较大而色散能力较小的燧石玻璃磨制成的凹透镜。
消色差透镜能把两种不同颜色（如红色与紫色）的光线聚焦于同一点；对其他颜色的色像差虽未完全消除，但影响已很小。
在复消色差透镜中，同于上述同样的方法可使三种不同色光聚焦于一点，剩下的色像差影响更小。优质透镜（如照相机镜头、显微镜物镜等）都是既消除色像差又消除其他像差的复杂透镜组。